# Campeonato Brasileiro de Futebol de 2002 - Série B
O Campeonato Brasileiro Série B de 2002 foi a 21.ª edição da competição equivalente à segunda divisão do futebol do Brasil e contou com 26 participantes incluindo os clubes rebaixados da Série A em 2001: Santa Cruz, América-MG, Botafogo-SP e Sport mais os recém promovidos da Série C em 2001: Etti Jundiaí e Mogi Mirim. O Criciúma foi o campeão e o Fortaleza ficou com o vice; os dois clubes garantiram a vaga para a Série A em 2003. Rebaixados para a Série C em 2003: Americano, Botafogo-SP, Sampaio Corrêa, Guarany de Sobral, XV de Piracicaba e Bragantino.

## Formato e participantes
O formato da Série B de 2002 sofreu uma alteração significativa comparada a edição anterior: ao invés das equipes serem divididas em dois grupos regionalizados, todas se enfrentariam em turno único, totalizando 25 rodadas, onde as oito melhores colocadas avançariam às quartas de final enquanto as seis últimas seriam rebaixadas à Série C de 2003.
A partir da primeira fase, o torneio adotaria um formato eliminatório, em ida e volta, até a final onde seria definido o campeão. Os dois finalistas também garantiriam o acesso na Série A de 2003. Abaixo, as equipes participantes:
| Equipe            | Estado              | Cidade                | Títulos  |
| ----------------- | ------------------- | --------------------- | -------- |
| América Mineiro   | Minas Gerais        | Belo Horizonte        | 1 (1997) |
| América de Natal  | Rio Grande do Norte | Natal                 | —        |
| Americano         | Rio de Janeiro      | Campos dos Goytacazes | —        |
| Anapolina         | Goiás               | Anápolis              | —        |
| Avaí              | Santa Catarina      | Florianópolis         | —        |
| Botafogo-SP       | São Paulo           | Ribeirão Preto        | —        |
| Bragantino        | São Paulo           | Bragança Paulista     | 1 (1989) |
| Caxias            | Rio Grande do Sul   | Caxias do Sul         | —        |
| Ceará             | Ceará               | Fortaleza             | —        |
| CRB               | Alagoas             | Maceió                | —        |
| Criciúma          | Santa Catarina      | Criciúma              | —        |
| Etti Jundiaí      | São Paulo           | Jundiaí               | —        |
| Fortaleza         | Ceará               | Fortaleza             | —        |
| Guarany de Sobral | Ceará               | Sobral                | —        |
| Joinville         | Santa Catarina      | Joinville             | —        |
| Londrina          | Paraná              | Londrina              | 1 (1980) |
| Mogi Mirim        | São Paulo           | Mogi Mirim            | —        |
| Náutico           | Pernambuco          | Recife                | —        |
| Remo              | Pará                | Belém                 | —        |
| Sampaio Corrêa    | Maranhão            | São Luís              | 1 (1972) |
| Santa Cruz        | Pernambuco          | Recife                | —        |
| São Raimundo-AM   | Amazonas            | Manaus                | —        |
| Sport             | Pernambuco          | Recife                | 1 (1990) |
| Vila Nova         | Goiás               | Goiânia               | —        |
| XV de Piracicaba  | São Paulo           | Piracicaba            | —        |

## Classificação
| Classificação | Classificação       | Classificação | Classificação | Classificação | Classificação | Classificação | Classificação | Classificação | Classificação |
| Time | Time                | PG            | J             | V             | E             | D             | GP            | GC            | SG            |
| --- | ------------------- | ------------- | ------------- | ------------- | ------------- | ------------- | ------------- | ------------- | ------------- |
| 1 | Criciúma            | 51            | 25            | 16            | 3             | 6             | 45            | 34            | 11            |
| 2 | Sport               | 50            | 25            | 15            | 5             | 5             | 38            | 21            | 17            |
| 3 | Fortaleza           | 48            | 25            | 15            | 3             | 7             | 48            | 24            | 24            |
| 4 | Santa Cruz          | 47            | 25            | 13            | 8             | 4             | 45            | 23            | 22            |
| 5 | Avaí                | 46            | 25            | 14            | 4             | 7             | 39            | 20            | 19            |
| 6 | América Mineiro     | 40            | 25            | 12            | 4             | 9             | 49            | 36            | 13            |
| 7 | Etti-Jundiaí        | 39            | 25            | 11            | 6             | 8             | 36            | 27            | 9             |
| 8 | Remo                | 38            | 25            | 11            | 5             | 9             | 37            | 35            | 2             |
| 9 | CRB                 | 38            | 25            | 10            | 8             | 7             | 35            | 32            | 3             |
| 10 | Mogi Mirim          | 35            | 25            | 11            | 2             | 12            | 37            | 39            | -2            |
| 11 | Joinville           | 34            | 25            | 10            | 4             | 11            | 36            | 44            | -8            |
| 12 | América de Natal    | 34            | 25            | 9             | 7             | 9             | 46            | 36            | 10            |
| 13 | Anapolina           | 34            | 25            | 8             | 10            | 7             | 33            | 34            | -1            |
| 14 | Ceará               | 33            | 25            | 9             | 6             | 10            | 35            | 27            | 8             |
| 15 | Caxias              | 33            | 25            | 9             | 6             | 10            | 31            | 24            | 7             |
| 16 | Vila Nova           | 33            | 25            | 9             | 6             | 9             | 40            | 35            | 5             |
| 17 | União São João      | 33            | 25            | 9             | 6             | 10            | 32            | 41            | -9            |
| 18 | Londrina            | 33            | 25            | 8             | 9             | 8             | 28            | 30            | -2            |
| 19 | São Raimundo-AM     | 32            | 25            | 10            | 2             | 13            | 34            | 37            | -3            |
| 20 | Náutico             | 32            | 25            | 9             | 5             | 11            | 38            | 35            | 3             |
| 21 | Americano           | 32            | 25            | 9             | 5             | 11            | 34            | 36            | -2            |
| 22 | Botafogo-SP         | 30            | 25            | 8             | 6             | 11            | 36            | 60            | -24           |
| 23 | Sampaio Corrêa      | 25            | 25            | 7             | 4             | 14            | 25            | 50            | -25           |
| 24 | Guarany de Sobral * | 20            | 25            | 5             | 5             | 15            | 28            | 51            | -23           |
| 25 | XV de Piracicaba    | 19            | 25            | 5             | 4             | 16            | 19            | 44            | -25           |
| 26 | Bragantino          | 17            | 25            | 4             | 5             | 16            | 23            | 54            | -31           |
| PG – Pontos ganhos; J – Jogos; V - Vitórias; E - Empates; D - Derrotas; GP – Gols pró; GC – Gols contra; SG – Saldo de gols |                     |               |               |               |               |               |               |               |               |

|  |                                        |
|  | Classificados para as Quartas-de-Final |
|  | Permanecem na Série B em 2003          |
|  | Rebaixados à Série C de 2003           |

* O Malutrom (atual J.Malucelli) desistiu de disputar a Série B de 2002 e foi automaticamente rebaixado para a Série C de 2003. O Guarany de Sobral foi confirmado como substituto do time paranaense por ter ficado na 3ª colocação da Série C em 2001.

## Quartas-de-Final
Jogos de Ida
| 15 de Novembro de 2002 | Etti-Jundiaí       | 1 – 1 | Sport       | Jayme Cintra, Jundiaí |
|                        | Vágner Mancini 81' |       | 73' Capitão |                       |

| 15 de Novembro de 2002 | América Mineiro | 0 – 0 | Fortaleza | Independencia, Belo Horizonte |
|                        |                 |       |           |                               |

| 15 de Novembro de 2002 | Avaí       | 1 – 1 | Santa Cruz | Ressacada, Florianópolis |
|                        | Milton 31' |       | 76' Milton |                          |

| 16 de Novembro de 2002 | Remo                   | 2 – 1 | Criciúma        | Baenão, Belém |
|                        | Demir 43' · Rômulo 60' |       | 20' Paulo Baier |               |

Jogos de Volta
| 19 de Novembro de 2002 | Sport        | 1 – 2 | Etti-Jundiaí     | Ilha do Retiro, Recife |
|                        | Gaúcho 90+3' |       | 46', 81' Taílson |                        |

| 19 de Novembro de 2002 | Fortaleza                 | 2 – 0 | América Mineiro | Presidente Vargas, Fortaleza |
|                        | Juninho 8' · Vinícius 75' |       |                 |                              |

| 20 de Novembro de 2002 | Santa Cruz              | 2 – 1 | Avaí     | Arruda, Recife |
|                        | Grafite 16' · Abedi 60' |       | 35' Beto |                |

| 20 de Novembro de 2002 | Criciúma                                           | 4 – 0 | Remo | Heriberto Hülse, Criciúma |
|                        | Juca 4' · Paulo Baier 22', 61' · Ânderson Lobo 82' |       |      |                           |

## Semi-Finais
Jogos de Ida
| 23 de Novembro de 2002 | Etti-Jundiaí | 1 – 6 | Fortaleza                                                       | Jayme Cintra, Jundiaí |
|                        | Calil 81'    |       | 26' Juninho · 31', 61', 69' Clodoaldo · 45' Kell · 57' Vinícius |                       |

| 23 de Novembro de 2002 | Santa Cruz | 0 – 1 | Criciúma | Arruda, Recife |
|                        |            |       | 66' Juca |                |

Jogos de Volta
| 26 de Novembro de 2002 | Fortaleza                    | 2 – 2 | Etti-Jundiaí            | Estádio Presidente Vargas (Fortaleza), Fortaleza |
|                        | Clodoaldo 55' · Vinícius 61' |       | 34' Taílson · 42' Calil |                                                  |

|  | Criciúma                                      | 3 – 0 | Santa Cruz | Heriberto Hülse, Criciúma |
|  | Cametá 49' · Luciano Almeida 63' · Sandro 66' |       |            |                           |

## Finais
Jogo de Ida
| 30 de Novembro de 2002 | Fortaleza                  | 2 – 0 | Criciúma | Castelão, Fortaleza |
|                        | Vinícius 20' · Finazzi 59' |       |          |                     |

Jogo de Volta
| 7 de Dezembro de 2002 | Criciúma                                 | 4 – 1 | Fortaleza          | Heriberto Hülse, Criciúma           |
|                       | Paulo Baier 45+1', 59', 78' · Dejair 55' |       | 69' (pen) Vinícius | Árbitro: SP Paulo Cesar de Oliveira |

## Classificação Final
Fonte: Bola na Área
| Pos | Equipes           | Pts | J  | V  | E | D  | GP | GC | SG  | Classificação ou rebaixamento |
| --- | ----------------- | --- | -- | -- | - | -- | -- | -- | --- | ----------------------------- |
| 1   | Criciúma          | 63  | 31 | 20 | 3 | 8  | 58 | 39 | 19  | Promovidos à Série A de 2003  |
| 2   | Fortaleza         | 59  | 31 | 18 | 5 | 8  | 61 | 31 | 30  | Promovidos à Série A de 2003  |
| 3   | Santa Cruz        | 51  | 29 | 14 | 9 | 6  | 49 | 30 | 19  |                               |
| 4   | Etti Jundiaí      | 44  | 29 | 12 | 8 | 9  | 43 | 37 | 6   |                               |
| 5   | Sport             | 51  | 27 | 15 | 6 | 6  | 40 | 24 | 16  |                               |
| 6   | Avaí              | 47  | 27 | 14 | 5 | 8  | 41 | 23 | 8   |                               |
| 7   | América Mineiro   | 41  | 27 | 12 | 5 | 10 | 49 | 38 | 11  |                               |
| 8   | Remo              | 41  | 27 | 12 | 5 | 10 | 39 | 40 | -1  |                               |
| 9   | CRB               | 38  | 25 | 10 | 8 | 7  | 35 | 32 | 3   |                               |
| 10  | América de Natal  | 36  | 25 | 10 | 6 | 9  | 46 | 35 | 11  |                               |
| 11  | Mogi Mirim        | 35  | 25 | 11 | 2 | 12 | 37 | 39 | -2  |                               |
| 12  | Joinville         | 34  | 25 | 10 | 4 | 11 | 36 | 44 | -8  |                               |
| 13  | Ceará             | 33  | 25 | 9  | 6 | 10 | 35 | 27 | 8   |                               |
| 14  | Caxias            | 33  | 25 | 9  | 6 | 10 | 31 | 24 | 7   |                               |
| 15  | Vila Nova         | 33  | 25 | 9  | 6 | 10 | 40 | 35 | 5   |                               |
| 16  | União São João    | 33  | 25 | 9  | 6 | 10 | 32 | 40 | -8  |                               |
| 17  | Anapolina         | 33  | 25 | 8  | 9 | 8  | 33 | 35 | -2  |                               |
| 18  | Londrina          | 33  | 25 | 8  | 9 | 8  | 28 | 30 | -2  |                               |
| 19  | São Raimundo-AM   | 32  | 25 | 10 | 2 | 13 | 34 | 37 | -3  |                               |
| 20  | Náutico           | 32  | 25 | 9  | 5 | 11 | 38 | 35 | 3   |                               |
| 21  | Americano         | 32  | 25 | 9  | 5 | 11 | 34 | 36 | -2  | Rebaixados à Série C de 2003  |
| 22  | Botafogo-SP       | 30  | 25 | 8  | 6 | 11 | 36 | 60 | -24 | Rebaixados à Série C de 2003  |
| 23  | Sampaio Corrêa    | 25  | 25 | 7  | 4 | 14 | 25 | 50 | -25 | Rebaixados à Série C de 2003  |
| 24  | Guarany de Sobral | 20  | 25 | 5  | 5 | 15 | 28 | 51 | -23 | Rebaixados à Série C de 2003  |
| 25  | XV de Piracicaba  | 19  | 25 | 5  | 4 | 16 | 19 | 44 | -25 | Rebaixados à Série C de 2003  |
| 26  | Bragantino        | 17  | 25 | 4  | 5 | 16 | 23 | 54 | -31 | Rebaixados à Série C de 2003  |